# Nothria itoi
Nothria itoi är en ringmaskart som beskrevs av Maekawa och Hayashi 1989. Nothria itoi ingår i släktet Nothria och familjen Onuphidae. Inga underarter finns listade i Catalogue of Life.